# Emak
Emak ist ein 1992 gegründetes italienisches Maschinenbauunternehmen mit Sitz in Bagnolo in Piano, Emilia-Romagna.

## Geschichte
Emak wurde 1992 aus der Fusion der Unternehmen Oleo-Mac und Efco gegründet. Die Motorsägen kamen von Oleo-Mac, das Ariello Bartoli 1972 gegründete, die Motorsensen von Efco, das 1978 von Giacomo Ferretti gegründet wurde.
Das Unternehmen ist seit 1998 an der Borsa Italiana notiert. Das Vertriebsnetz umfasst 14 Länder auf 5 Kontinenten. Produktionsstandorte befinden sich in Italien, Brasilien, Chile, China, Frankreich, Marokko, Südafrika und den Vereinigten Staaten mit diversen Zulieferern aus Europa und Asien.

## Produkte

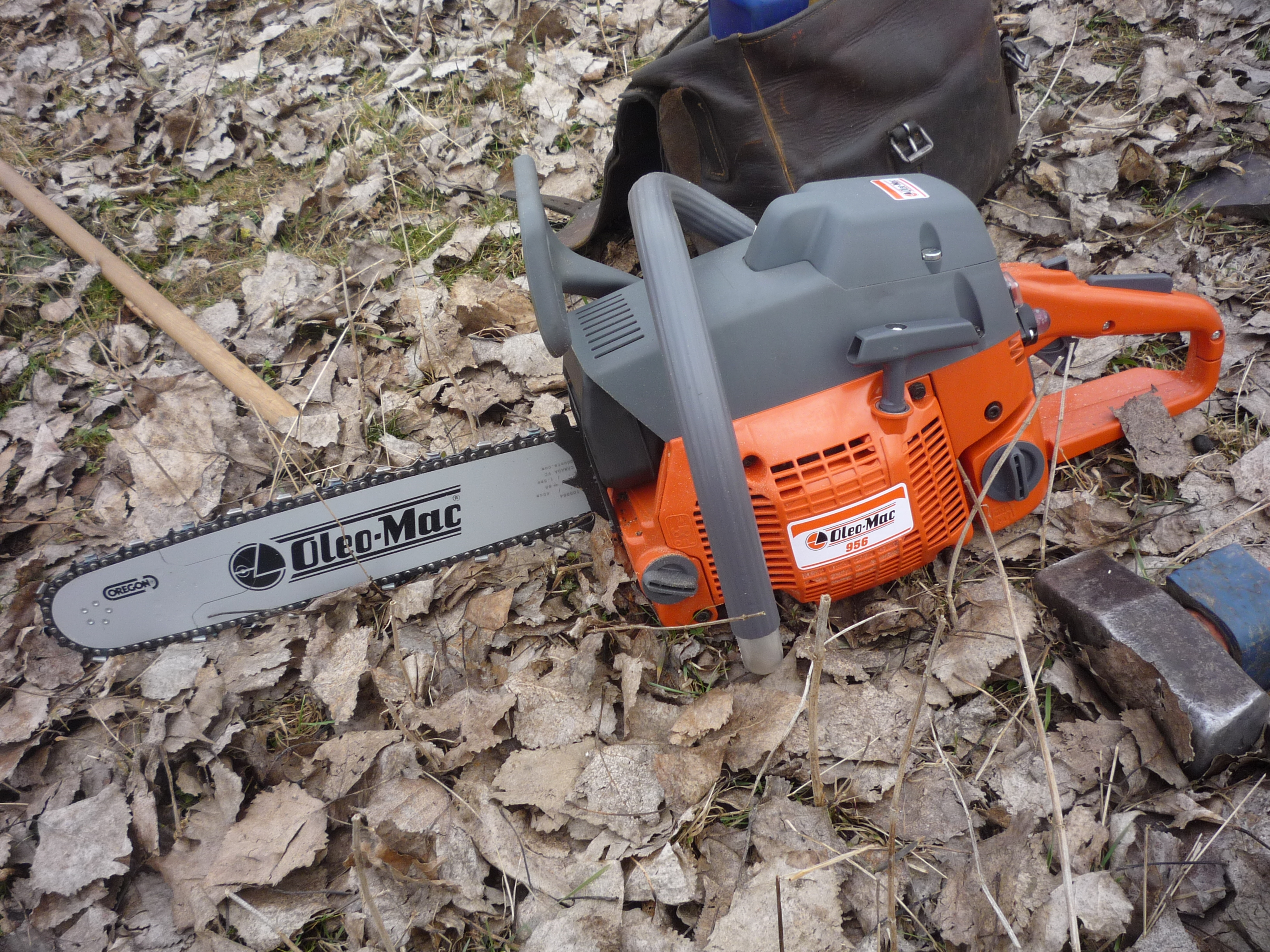
Oleo-Mac 956 Kettensäge

Emak entwickelt und vertreibt unter verschiedenen Marken Maschinen – hauptsächlich Motorsägen, Fadenmäher und Rasenmäher – unter den Markennamen Oleo-Mac (Farbe Orange) und Efco (Farbe Rot). Ferner gehören Heckenscheren, Rückenspritzen, Gebläse, Hochdruckreiniger und Gartentraktoren zum Sortiment.
Früher wurden Motorsägen für die Marken John Deere, Cub Cadet, Olympyk/Olympic/Olympik, Alpina, Nauder, Nautic, VAP, Castor und Bullcraft gefertigt.
Unter den Marken Bertolini (Farbe Blau) und Nibbi (Farbe Rot) werden Einachsschlepper, Balkenmäher, Grubber, Schlegelmäher und Motortransporter hergestellt.

## Markengruppe
Marken, die unter Emak zusammengekommen sind:
- OPE (Outdoor Power Equipment)
  - Oleo-Mac
  - Efco
  - Bertolini
  - Nibbi
- Pumps & High Pressure Water Jetting
  - Cifarelli (30 %)
  - Comet
    - SI. Agro Mexico (85 %)

  - PTC S.r.l (90 %)
  - Lemasa
  - Lavor
  - Master Fluid
  - Geoline Electronic
  - Spraycom (51 %)
- Components & Accessories
  - Sabart
  - Tecomec
    - Geoline (51 %)

  - Markusson (51 %)
  - Speed France SAS
  - Agres (91 %)